# Olair Coan
Olair Calegari Coan ou Olayr Coan (Porto Feliz, 7 de janeiro de 1959 — São Paulo, 30 de dezembro de 2007) foi um ator e diretor teatral brasileiro.

## Biografia
Formado pela Escola de Arte Dramática da Universidade de São Paulo, Olayr Coan fez parte do Centro de Pesquisa Teatral de Antunes Filho, trabalhando nas peças Macunaíma, Nelson 2 Rodrigues e Romeu e Julieta. 
Na televisão interpretou Padre Emílio na telenovela As Pupilas do Senhor Reitor, exibida no SBT em 1995.
Em 1998, Coan foi indicado para o Prêmio Shell de teatro pelo trabalho no monólogo A Confissão de Leontina, baseado no texto de Lygia Fagundes Telles. Coan ministrou cursos de teatro na Fundação Armando Álvares Penteado (FAAP) e na Escola de Atores Wolf Maya.
Além de sua contribuição como ator, Olair Coan também escreveu a peça Estranho Amor, que estreou em 2001, com Walter Breda, Roque Malizia e Eliana Guttman.
No Teatro Amazonas, em Manaus, participou da peça O crime do Padre Amaro, com direção de Darcy Figueiredo, em outubro de 2003.
Em janeiro de 2006, atuou em O Inimigo do Povo, de Henrik Ibsen, e também interpretou Herculano em Toda Nudez Será Castigada de Nelson Rodrigues, com direção de Josemir Kowalic.
Coan foi vítima de um acidente automobilístico em 30 de dezembro de 2007, quando seu veículo se chocou com uma carreta na Rodovia Castelo Branco, exatamente uma semana antes de estrear em O Mala.
Em sua homenagem, em 2008, foi inaugurado o Espaço Cultural Olair Coan, em Porto Feliz.